# Kai Nieminen
Kai Tapani Nieminen (né le 11 mai 1950 à Helsinki) est un poète finlandais et traducteur de littérature japonaise.

## Biographie
De 1991 à 1994 il préside le Pen club de Finlande.
Kai Nieminen est le fils du poète et traducteur de littérature chinoise Pertti Nieminen (fi).

## Ouvrages

### Recueils de poésie
- Joki vie ajatukseni, 1971
- Syntymästä, 1973,  (ISBN 951-30-2511-X)
- Kiireettä, 1977,  (ISBN 951-30-3896-3)
- Tie jota oli kuljettava, 1979,  (ISBN 951-30-4648-6)
- Vain mies, 1981,  (ISBN 951-30-5457-8)
- Elämän vuoteessa, 1982,  (ISBN 951-30-5731-3)
- Oudommin kuin unessa, 1983,  (ISBN 951-30-5962-6)
- En minä tiedä, 1985,  (ISBN 951-30-6141-8)
- Milloin missäkin hahmossa, 1987,  (ISBN 951-30-6837-4)
- Keinuva maa, 1989,  (ISBN 951-30-9090-6)
- Se vähä minkä taivasta näkee. Runot 1969–1989, 1990,  (ISBN 951-30-9475-8)
- Caj Bremer & Nieminen, Kai: Fuuga , 1992,  (ISBN 951-96477-2-4)
- Vakavia runoja, 1997,  (ISBN 951-31-0947-X),
- Kalevala, 1999,  (ISBN 951-746-055-4)
- Lopullinen totuus. Kaikesta, 2002,  (ISBN 951-31-2580-7)
- Perimmäisten kysymysten äärellä, 2004,  (ISBN 951-31-3105-X)
- Alan oppia, 2010,  (ISBN 978-951-31-5670-1)
- Istun tässä, ihmettelen: Valitut runot, 2012,  (ISBN 978-951-31-6648-9)

### Traductions
- (fi) Yasushi Inoue, Erään väärentäjän elämä (nouvelles), Otava, 1975 (ISBN 951-1-02051-X)
- (fi) Takeshi Kaikō, Kesän pimeys [« Natsu no yami, 1971 »], Tammi, 1977 (ISBN 951-30-3437-2)
- (fi) Yoshida Kenkō, Joutilaan mietteitä [« Tsurezuregusa, XIVe siècle »], Tammi, 1978 (ISBN 951-30-4412-2)
- Yukio Mishima: ”Erään naamion tunnustuksia” (Kamen no kokuhaku; katkelma). in Shōsetsu: Japanilaisia kertojia, Otava, 1983 (ISBN 951-1-07298-6)
- (fi) Sōseki Natsume, Kokoro [« Kokoro, 1914 »], Tammi, 1985 (ISBN 951-30-6190-6)
- Rakasta sinä vain: Valikoima vanhaa japanilaista laulurunoutta, Tammi, 1986 (ISBN 951-30-6469-7)
- Sei Shōnagon: ”Päänaluskirja” (Makura no sōshi 1, 133). in Sana ja ruokokynä: Ulkoeurooppalaisen kirjallisuuden antologia, Weilin + Göös, 1988 (ISBN 951-35-4515-6)
- Naoya Shiga: ”Sielunvaellus” (Tensei). in Sana ja ruokokynä, Weilin+Göös 1988.
- (fi) Murasaki Shikibu, Genjin tarina [« Genji monogatari, ~ 1000 »], Otava, 1990 (ISBN 951-1-10635-X)
- (fi) Jun'ichirō Tanizaki, Makiokan sisarukset [« Sasameyuki, 1943–48 »], Tammi, 1991 (ISBN 951-30-6169-8)
- (fi) Lafcadio Hearn, Kwaidan: Tarinoita ja tutkielmia oudoista ilmiöistä [« Kwaidan: Stories and studies of strange things, 1904 »], Love kirjat, 1991 (ISBN 951-8978-27-1)
- (fi) Ho Xuan Huong, Kysymyksiä kuulle, Nostromo, 1992 (ISBN 951-620-006-0)
- Ihara Saikaku: ”Unten teillä kirkastunut päälaki”; ”Toivoton rakkaus rasiassa”; ”Kotonsoittoa maalaismajassa”. in Miesten kesken: Miesten välinen rakkaus maailmankirjallisuuden valossa, Helsinki, Otava, 1993 (ISBN 951-1-12268-1)
- Yukio Mishima: ”Marttyyri”. in Miesten kesken, Otava 1993,
- Alfred Birnbaum & Riku Kanmei: Zenin viikset ja häntä; aphorismes, Tammi 1993
- Itämaisen elämänviisauden kirja; Pertti Seppälä, partie en japonais (150 pages), WSOY 1994
- (fi) Banana Yoshimoto, Kitchen [« Kitchin, 1988 »], Otava, 1995 (ISBN 951-1-13669-0)
- (fi) Kenzaburō Ōe, M/T ja kertomus Metsän ihmeestä [« M/T to mori no fushigi no monogatari, 1986 »], Tammi, 1995 (ISBN 951-31-0539-3)
- (fi) Banana Yoshimoto, N. P. [« N. P., 1990 »], Otava, 1996 (ISBN 951-1-14141-4)
- (fi) Osamu Dazai, Tsugaru: Kulkija käy kotona [« Tsugaru, 1944 »], Basam Books, 1996 (ISBN 952-9842-12-0)
- (fi) Yasunari Kawabata, Kämmenenkokoisia tarinoita [« Tenohira no shosetsu 1920–72) »], Tammi, 1998 (ISBN 951-30-9743-9)
- (fi) Ryōkan, Suuri hupsu, Basam Books, 2000 (ISBN 952-9842-31-7)
- (fi) Hisashi Honda, Pyhä uni [« Seimutan, 1983 »], Nihil interit, 2002 (ISBN 952-9886-16-0)
- Anselm Hollo: Corvus; WSOY 2002
- (fi) Santoka, Vastapäätä kapakka, Basam Books, 2002 (ISBN 952-9842-78-3)
- (fi) Saikoo Ema, Tunteeni eivät ole tuhkaa, Basam Books, 2009 (ISBN 978-952-5734-36-2)
- (fi) Ikkyuu, Riehaantunut pilvi ja Luurankouni, Basam Books, 2010 (ISBN 978-952-5734-75-1)
- (fi) Wu-men, Wumenkuan: Aukottoman portin puomi [« Wumenkuan, XIIIe siècle »], Basam Books, 2011 (ISBN 978-952-260-018-9)
- (fi) Bashoo, Alati matkalla: Matkakertomuksia, päiväkirjoja, runoja, Basam Books, 2012 (ISBN 978-952-260-030-1)
- (fi) Santooka, Kaikkialla vuoria - vastapäätä kapakka, Basam Books, 2013 (ISBN 978-952-260-153-7)

## Prix et distinctions
- Prix de la Fondation du Japon, 1997
- Prix Eino Leino, 1999
- Prix Mikael Agricola, 2003
- Prix de l'ours traduisant, 2003
- Prix de la littérature de l'État finlandais, 1978, 1982, 1986, 1990, 1991